# Pseudhemiceras lepidioides
Pseudhemiceras lepidioides är en fjärilsart som beskrevs av Paul Dognin 1914. Pseudhemiceras lepidioides ingår i släktet Pseudhemiceras och familjen tandspinnare. Inga underarter finns listade i Catalogue of Life.